# عبدالعزیز بن یحیی جلودی
ابواحمد عبدالعزیز بن‌ یحیی جلودی بصری (وفات ۳۳۰ یا ۳۳۲ هجری) از راویان و فقیهان شیعه بود. به «شیخ بصره» معروف بود. از آثار او تفسیر علی، مسند علی، مجموع قرائات علی، کتاب‌ الجمل، کتاب‌ صفّین‌، کتاب‌ الحکمین، التجارات‌ عن‌ علی است. غلّابی مهم‌ترین استاد او بوده‌است.